# The Fast and the Furious (1955)
The Fast and the Furious is een Amerikaanse film uit 1955 van Roger Corman. Het verhaal van de film heeft niets te maken met het verhaal van The Fast and the Furious uit 2001.
De film gaat over een man die onterecht is veroordeeld. Hij ontsnapt en kaapt een snelle sportauto van een jonge vrouw. Samen proberen ze naar Mexico te vluchten voor de politie hen vindt.

## Rolverdeling
| Acteur            | Personage     |
| ----------------- | ------------- |
| John Ireland      | Frank Webster |
| Dorothy Malone    | Connie Adair  |
| Bruce Carlisle    | Faber         |
| Iris Adrian       | Wilma Belding |
| Marshall Bradford | Mr. Hillman   |
| Snub Pollard      | parkwachter   |